# Бобринский, Алексей Алексеевич
Граф Алексе́й Алексе́евич Бо́бринский (Бобринской; 6 [17] января 1800, Санкт-Петербург — 7 [19] октября 1868, Смела) — внук Екатерины II, крупнейший деятель сельского хозяйства, зачинатель сахарной промышленности в Российской империи.

## Биография
Старший сын графа Алексея Григорьевича Бобринского и его жены Анны Владимировны. Представитель второго поколения Бобринских.
Получил прекрасное домашнее образование, которое продолжил в Московском училище колонновожатых. В 1817 году был переведен в Свиту Его Величества по квартирмейстерской части, a 15 октября того же года в лейб-гвардии Гусарский полк юнкером и 2 февраля 1819 года произведен в корнеты; в 1822 году — поручиком и 17 апреля 1824 года переведен в кавалергарды. 21 января 1827 года вышел в отставку в чине штабс-ротмистра. Служил в департаменте уделов, а с 1833 года в Министерстве финансов, в особенной канцелярии по кредитной части.

Будучи человеком образованным, имел обширные познания в математике, финансах, химии, механике. Князь Вяземский писал о нём как о горячем патриоте, человеке необычайно любознательном, деятельном и увлекающемся: «Ему недостаточно было бы, подобно Колумбу, открыть одну Америку; он хотел бы открыть их несколько… Он был либералом в лучшем и возвышеннейшем значении этого слова». По утверждению А. О. Смирновой, характер Бобринского был самый благородный, и души он был высокой. 
В октябре 1830 года А. Я. Булгаков с тревогой писал брату: «Мадам Краузе пишет о несчастьях, случившихся в семействе Алексея Бобринского, что женат на графине Самойловой. Он, ходя около паровых машин, хотел одну поправить; руку в неё втянуло, и раздробило ему три пальца. Этого мало; возвращаясь домой, узнаёт, что сына его Сашку, лет семи, прогуливали в коляске, лошади стали бить, вывалили коляску и несчастному малютке переехали обе ноги. Бог знает, что будет с ним; ежели и жив останется, может быть калекою на всю жизнь».
Ум, активность и знания графа Бобринского обратили на себя внимание министра финансов Е. Ф. Канкрина, который поручал ему разработку многих важных финансовых вопросов. Назначенный в 1840 г. членом совета министра финансов, Бобринский оставался в этой должности до конца своей жизни.
Кроме того, благодаря связям своей жены при дворе граф последовательно получал придворные звания камер-юнкера (1827), камергера (1834), «в должности церемониймейстера» (1834) и «в должности шталмейстера» (1838). Был управляющим двором великой княжны Ольги Николаевны. В 1845 году был произведён в действительные статские советники, в 1854 году получил придворный чин шталмейстера.
Бобринский был уважаем как знаток точных наук и инженер. Состоял членом императорского общества сельского хозяйства, членом статистического комитета, членом попечительского совета Императорского Киевского университета святого Владимира, членом общества естествоиспытателей. По свидетельству его друга П. А. Вяземского, «любознательная натура его беспрестанно требовала себе пищи, он искал её везде; всякая новая мысль, открытие, новое учение возбуждали в нём лихорадочную деятельность». Так, на исходе жизни его интересовали фотография и животный магнетизм.
С 1856 г. по самый день смерти граф почти безвыездно прожил в имении в Смеле Черкасского уезда Киевской губернии, полученном от жены. От отца же он унаследовал Богородицкое имение в Тульской губернии, где у него было до 12 000 крестьян и 40 000 десятин земли. Умер он в Смеле в возрасте 68 лет. «Накануне вечером лёг отдыхать совершенно здоровым, а наутро его обнаружили без сознания; врачи установили разрыв во время сна одной из мелких мозговых артерий». Похоронен в Александро-Невской лавре. Вольное экономическое общество учредило в память графа особую медаль. В его честь была названа построенная им железнодорожная станция Бобринская (ныне станция имени Шевченко в Смеле), а на Вокзальной площади в Киеве в феврале 1872 г. ему поставили памятник (снесён после революции).

## Основатель сахарной промышленности
Рано выйдя в отставку, Алексей Бобринский посвящал свой досуг благоустройству многочисленных имений. Особенно его интересовало развитие свеклосахарного производства, которым занимались в то время И. А. Мальцев и Н. П. Шишков.
Ещё в начале 1830-х годов Бобринский устроил в с. Михайловском Тульской губернии большой свеклосахарный завод, покупая свекловицу у своих оброчных крестьян по выгодной для них цене, в счёт оброка. Следя за усовершенствованием в свеклосахарном производстве, граф в 1834 г. первый устроил у себя на Михайловском заводе холодную вымочку, истратив на опыты и выписку из-за границы дорогих снарядов несколько десятков тысяч рублей. Успех Михайловского завода опроверг скептические суждения министерства финансов о перспективах свеклосахарного производства в России.
Перенеся на исходе 1830-х годов свою деятельность в Малороссию, Бобринской за десять лет построил здесь Смелянский песочно-рафинадный завод (1838 г.), Балаклейский сахарный завод в 1838 г., Грушевский сахарный завод в 1845 г. и Капитановский сахарный завод в 1846 г.

Постоянное стремление Бобринского к совершенствованию свеклосахарного производства при помощи введения новейших машин и аппаратов имело влияние и на развитие машиностроения в Российской империи. Парижское машинное заведение Дерон и Кайль, открывшее, по настоянию графа, склад своих машин в его смелянском имении, вскоре расширило свое производство до громадных размеров. Около 70 заводов, построенных в Киевской губернии по примеру гр. Бобринского, создали для исправления своих машин и аппаратов образцовые механические мастерские в Смеле, Городище, Шполе и других местах. 
На всех заводах Бобринского управляющими были не приезжие иностранцы, а местные кадры, воспитанники технологического института; кроме того, он постоянно приглашал выходящих из этого института молодых людей, которые, пробыв несколько лет на его заводах, принимали на себя управление другими свеклосахарными заводами. Приглашал граф на свои заводы и ученых технологов-профессоров, которые своими многосторонними и многолетними исследованиями на графских заводах пролили свет на тёмные вопросы свеклосахарного производства и составили практические руководства к добыванию сахара из свекловицы.
При Капитановском заводе была организована селекционная станция, занимающаяся выведением новых более сахаросодержащих сортов свеклы. Смелянский песочно-рафинадный завод был школой кадров высокой квалификации. Так, из 40 технологов, которые работали у Бобринского, 24 со временем стали директорами и самостоятельными предпринимателями. Классы, организованные в Смеле, для подготовки специалистов, со временем переросли в училище, а позже (1921) в институт сахарной промышленности (ныне Национальный университет пищевых технологий в Киеве).
Свои обширные знания в области экономики Бобринский изложил в трудах: «Статистические материалы для истории свеклосахарной промышленности в России» (1856) и «О применении систем охранительной и свободной торговли в России» (1868). Создание «сахарной империи» Бобринских обрушило в России цену на сахар-рафинад, который прежде был импортным, тростниковым. Благодаря этому шоколад и другие кондитерские изделия, прежде бывшие, по выражению А. Н. Радищева, «кусочком боярского кушанья», стали доступны более широким слоям населения.
Образцовый хозяин, Бобринской неустанно заботился о благосостоянии своих крестьян. В своем огромном тульском имении граф устроил самоуправление среди крестьян, чётко регламентировал распределение рекрутской повинности и применил особую систему образования хлебных запасов. В неурожайные 1839—40 годы он прокормил крестьян на свой счет, затратив на это 40 тысяч рублей. Крестьяне графа платили ему такою же любовью. Когда пришлось везти тело покойного графа из Смелы в Петербург, около 2000 крестьян провожали его и, отложив лошадей, по очереди везли гроб на себе несколько верст от Смелы.

## Прочие начинания
В круг образцовой сельскохозяйственной деятельности Бобринского входило также улучшение земледельческих орудий, глубокое возделывание полей, рациональное удобрение их, введение многочисленных севооборотов, применение в обширных размерах травосеяния, новое устройство зерновых сушилен и хлебных магазинов. Граф сам изобрёл новую модель плуга-углубителя.
В своих лесах Бобринский ввел самую строгую таксацию. При дороговизне дров он обратил внимание на отыскание лигнита как переходного слоя к каменному углю, который впоследствии там был найден и тоже использован на заводе. Граф послал 5000 пудов своего каменного угля в Пруссию, чтобы испробовать его на железных дорогах, и уголь оказался хорошим. Впоследствии на землях Бобринского возник шахтёрский город Новомосковск.
Бобринский также получил известность как цветовод, хотя сорт роз, ныне носящий его имя, вывел, по-видимому, парижский селекционер Марес. «Из уважения к супруге, очень любившей цветы, он занялся, в виде отдыха, цветоводством, хотя и считал уход за цветами потерянным временем. Но как занялся! Построил трёхэтажную оранжерею, проводил разнообразные исследования, свёл в графическую систему сроки пересадки и цветения растений, написал и издал брошюру о результатах своих наблюдений». В 1848 г. отмечалось, что именно вниманию графа Бобринского «любители Санкт-Петербурга обязаны введением и распространением ремонтантных роз, привитых на штамбе».
В 1833 году в Петербург приехал австрийский подданный, инженер Герстнер, с предложением своих услуг для постройки железной дороги в России. Предложение это было встречено очень холодно. Один граф Бобринский заинтересовался предложением Герстнера и даже помог делу денежными средствами. Для строительства Царскосельской железной дороги (первой в Восточной Европе) создал в 1835 году акционерное общество.

## Брак и дети
Женился 27 апреля 1821 года на Софье (1797—1866), дочери графа А. Н. Самойлова, фрейлине императрицы Марии Фёдоровны. Будучи внучатой племянницей князя Потемкина, Софья принесла в род Бобринских пожалованные ему имения на Украине, включая Смелу. В браке родились трое сыновей:
- Александр (17 мая 1823 — 24 февраля 1903), генеалог, обер-гофмейстер, губернатор Санкт-Петербурга. Был женат на графине Софье Андреевне Шуваловой.
- Владимир (2 октября 1824 — 28 мая 1898), генерал-лейтенант, губернатор Гродно, министр путей сообщения. Был женат на Марии Гаврииловне Брежневой, дочке венёвского купца, с которой у него было два сына (Емельян и Пётр).
- Лев (8 ноября 1831 — 23 марта 1915), основатель 37 учебных заведений, 23 фабрик и заводов. Был женат на Золотарёвой (в предыдущем браке Абаза) Александре Алексеевне (1831—1900).

- Софья Александровна, урождённая Самойлова
- Александр Алексеевич
- Софья Андреевна,
урождённая Шувалова
- Владимир Алексеевич
- Лев Алексеевич